# Hoger Instituut voor Vertalers en Tolken
Het Hoger Instituut voor Vertalers en Tolken (HIVT) in Antwerpen werd opgericht in 1961 en was de eerste vierjarige vertaal- en tolkopleiding in België. In 1965 werd het met het Rijksuniversitair Centrum Antwerpen (RUCA) geassocieerd, maar leverde geen universitaire diploma's af. In 1994 werd het HIVT een departement van de Hogeschool Antwerpen, die later haar naam wijzigde in Artesis Hogeschool Antwerpen. Sinds 2003 maakt de hogeschool deel uit van de Associatie van Universiteit & Hogescholen Antwerpen (AUHA).

## Academisering
Bij de invoering van de bachelor-masterstructuur in het hoger onderwijs waren de vroegere opleidingen van twee cycli van de hogescholen (industrieel ingenieur, vertaler/tolk, handelswetenschappen, kunstonderwijs) een traject van academisering gestart. Die academisering beoogt de band tussen het onderzoek en het onderwijs in die opleidingen te versterken, zodat deze opleidingen in de toekomst als volwaardige academische opleidingen beschouwd kunnen worden. Sedert de voltooiing van de academisering in 2013, zijn de masters van de hogeschool evenwaardig aan die van de universiteiten. Het HIVT is thans een onderdeel geworden van de faculteit Letteren en Wijsbegeerte van de Universiteit Antwerpen.

## Opleidingen
Het HIVT biedt drie academische opleidingen aan: Bachelor Toegepaste Taalkunde, Master Vertalen en Master Tolken. De bacheloropleiding duurt drie jaar (180 ECTS-punten). De mastersopleidingen duren één jaar (60 ECTS). Alle aangeboden opleidingen zijn academisch, dat wil zeggen de uitgegeven diploma's zijn gelijkwaardig aan universitaire diploma's. Het masterdiploma geeft tevens toegang tot doctoraatsopleidingen, bijvoorbeeld in de vertaal- en tolkwetenschap.
De student kiest naast de basistaal Nederlands (A) voor twee vreemde talen (B+B of B+C). Voor de B-talen kan gekozen worden uit Duits, Engels en Frans (voorkennis vereist); de C-talen zijn Italiaans, Portugees, Spaans, Russisch en Chinees. Daarnaast kan de student vanaf het tweede jaar een derde vreemde taal kiezen, hetzij een B-, hetzij een C-taal.

## Oud-studenten
- Leonard Nolens
- Louis Van Dievel
- Alida Neslo
- Bart Stouten
- Tony Naets
- Paul Ambach
- Kathy Lindekens